# Хилари Бертон
Хилари Рос Бертон (енгл. Hilarie Ross Burton; 1. јул 1982) америчка је глумица. Позната је по улози Пејтон Сојер у тинејџерској серији Три Хил.